# Pont Bougrinski
Le pont Bougrinsky (russe : Бугри́нский мост, Bougrinsky most) est un pont situé à  Novossibirsk en Russie qui traverse l'Ob. Il mesure 2 095,7 mètres de longueur et 34,5 mètres de largeur.

## Histoire et description

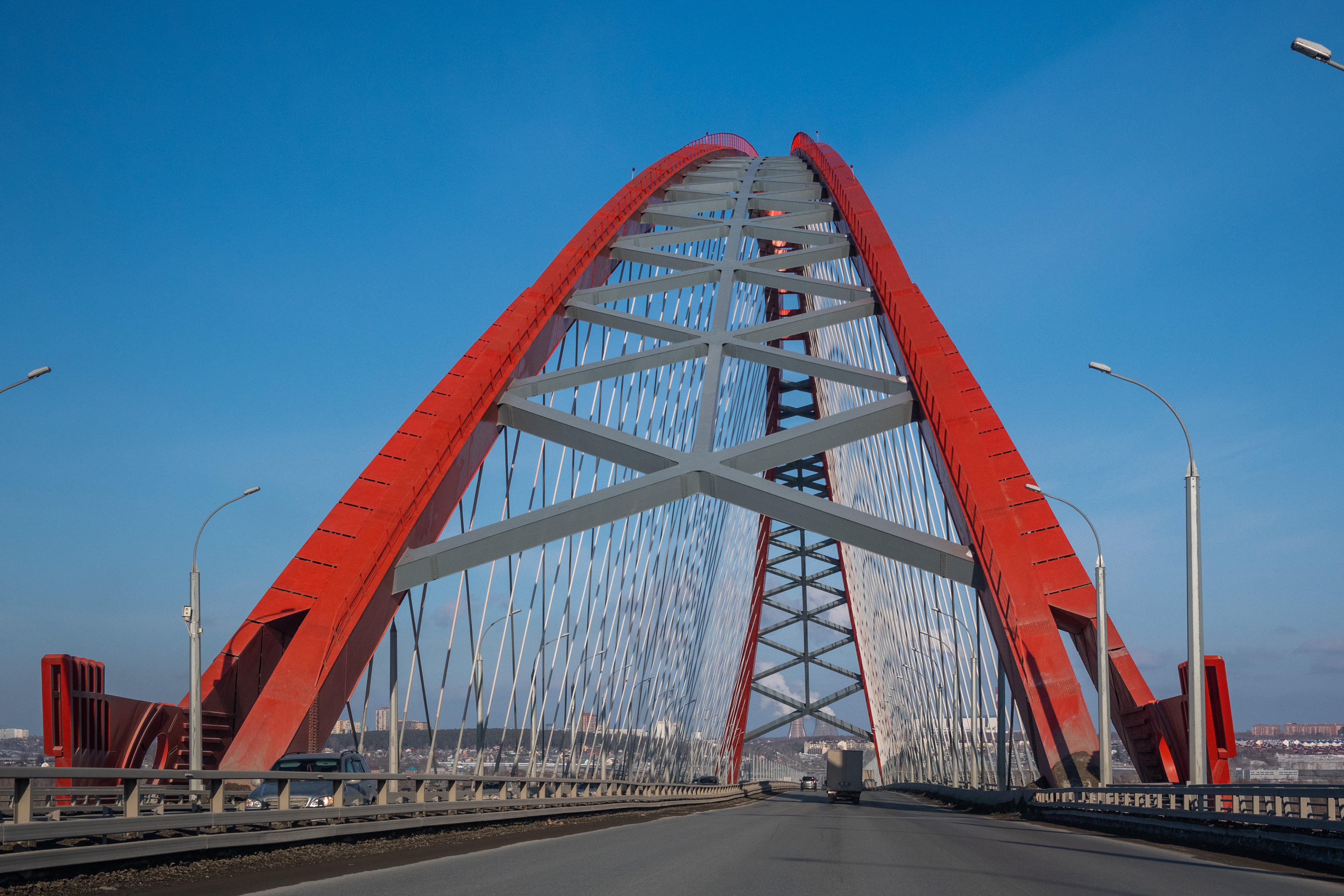
Le pont Bougrinsky.

La construction de ce pont à cordes d'arc a commencé en février 2010 et s'est terminée en octobre 2014,. C'est le troisième pont automobile de Novossibirsk à traverser l'Ob, après le pont d'Octobre (1955) et le pont Dimitrov (1978).
Après s'être appelé le pont Olovozavodskoï (de l'usine d'étain), il a pris son nom actuel en référence au bois de Bougrine sur la rive gauche du fleuve près d'une immense usine d'étain.
L'ancien maire de la ville, Vladimir Gorodetsky, a remarqué que son premier nom était vieilli et une commission réunie le 3 décembre 2013 a décidé à l'unanimité de son nouveau nom. Il est inauguré le 8 octobre 2014 par le président Vladimir Poutine. Le pont se trouve au sud de la ville.
Il s'agit du pont en arc le plus long de Russie et un des plus longs du monde dans cette catégorie. Son arc de couleur rouge devenu l'un des symboles de la région rappelle l'arc figurant au blason de la ville,.

## Illustrations

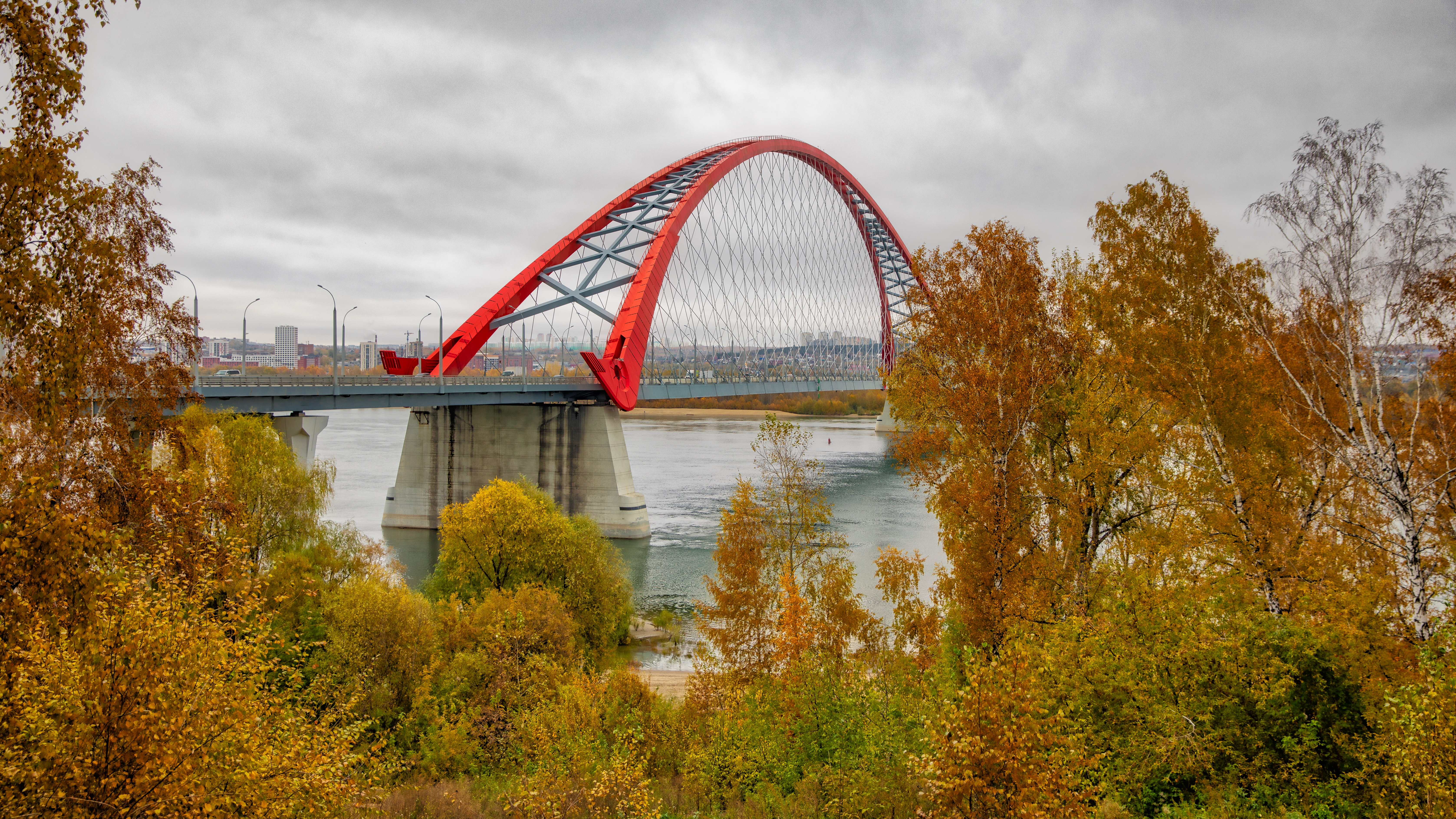
Le pont en 2017.
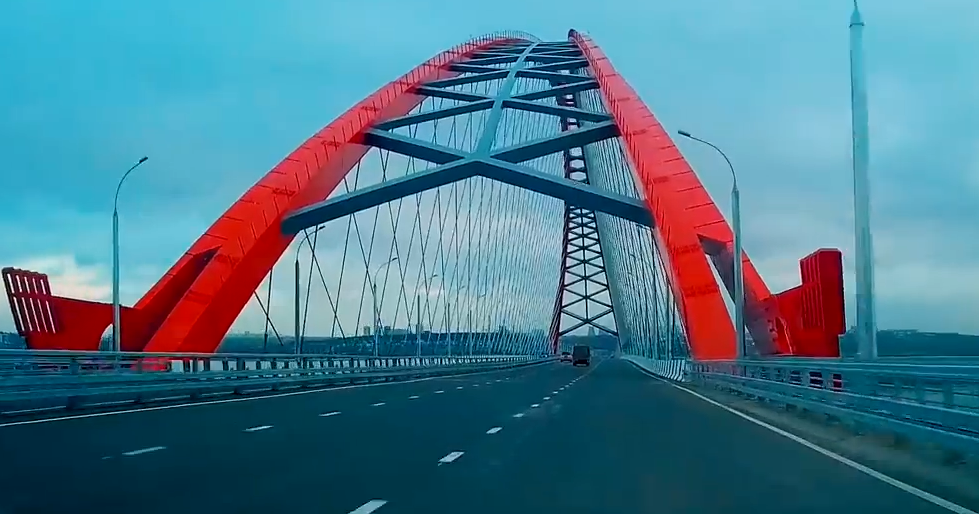
Vue intérieure.